# Антонова, Елена Анатольевна (синхронистка)
Еле́на Анато́льевна Анто́нова (род. 10 октября 1974 года в Москве, СССР) — российская синхронистка, трёхкратная чемпионка Европы (1995, 1999, 2000), чемпионка Олимпийских игр (2000) в соревнованиях групп. Заслуженный мастер спорта России (2000).

## Биография
С 1994 года Елена Антонова стала привлекаться в состав сборной России по синхронному плаванию. Главные победы в карьере Антоновой были одержаны в составе групп. Трижды российская синхронистка становилась чемпионкой Европы в составе сборной в групповых упражнениях (1995, 1999, 2000). В 1999 году Антонова стала обладательницей Кубка мира по синхронному плаванию.
В Олимпийских играх Елена Антонова впервые приняла участие в 1996 году на Играх в Атланте. На этих соревнованиях сборная России с Антоновой в составе заняла 4-е место.
В 2000 году на летних Олимпийских играх в Сиднее сборная России уже являлась главным фаворитом турнира. Елена Антонова в составе сборной выступала в соревнованиях групп и вместе с подругами по команде стала олимпийской чемпионкой. По окончании Игр Антонова приняла решение завершить свою спортивную карьеру.
В настоящее время работает тренером в СДЮШОР «Труд».

## Личная жизнь
- Окончила Санкт-Петербургскую государственную академию физической культуры им. П. Ф. Лесгафта.